# 吸血驴
吸血驴，又称吸血骡，通常指在连接eDonkey網路的文件共享客户端软件之中，只下载资源数据不上传或上传下载比例很小的，或者有其他不良行为的软件。“吸血驴”一词的讨论范围有时候也可以是其他P2P網路。
吸血驴的出现通常是由于一些商业公司或程序员对开源的eD2k软件进行二次开发修改成为新的客户端（例如修改eMule成为其Mod）时，减少其上传下载比例或做出其他一些不良行为。吸血驴被认为违背了網路资源共享道德与精神，也损害了P2P網路的秩序与其他P2P用户的利益。但至今依然有一定数量的用户。

## 讨论范围
中文中由于有“驴”字，“吸血驴”通常的讨论范围是可以连接eDonkey網路（又称eD2k網路，或电驴網路）的客户端软件（即eD2k软件或电驴软件、eDonkey软件）。“吸血骡”按字面意思，讨论范围应该是eMule（电骡）的Mods，但大多数时候不限于此，也可以讨论其他eD2k软件，因此可认为和“吸血驴”讨论范围相同。
少部分时候，也将“吸血驴”一词拿来称呼BitTorrent等P2P网络中的吸血者，但一般使用“吸血软件”一词指代。
英文的或指吸血的P2P客户端软件，也可泛指有“吸血”行为的任何软件，参见英文词条 Leech_(computing)。英文的一般只讨论eMule Mods，但也有人将其他eD2k软件中的吸血者称为Leecher-Mods。

## 定义
讨论“吸血驴”，并不是狭义地仅指其只下载资源数据不上传，或上传下载比例很小。一般来说，有任何不良行为、有损其他客户端或服务器的eD2k软件、不利于eD2k网络公平性的行为都可称为“吸血驴”。这些不良行为通常可能包括：
- 只下载不上传或上传下载比例很小；
- 只上传自己可以交换到对方下载的最小数据量。即Credit Shaping，相当于用软件实现“下了就跑”；
- 每次启动时或正常工作时变换自己的UserHash（用戶哈希值）和安全认证，让其他客户端误认为此客户端是新手；
- 假冒不同的IP+端口下同一个文件；
- 过于频繁地向其他客户端或服务器端发送请求，称攻击性客户端；
- 使用虚假的ModString，或盗用其他客户端的ModString或者用户名、UserHash等（有可能能躲过某些客户端反吸血功能的侦测。盗用用户名则向连接客户显示与该客户一模一样的用户名，这可以从社区加分客户端获得上传加分）；
- 故意传播坏文件段或是假冒成熱門檔案，骗取上传；
- 伪造队列排名，严重影响公平；
- 滥用社区加分。社区加分就是某客户端软件为自己的软件用户或某些特定人群加分，其他客户端将受到歧视，有损公平性。其吸血的程度可视社区加分的程度而定，有时称社区吸血，这个软件使用者所构成的网络也被称为私有网络；
- 不能主动生成eD2k链接，只能被动地接收eD2k链接。有用户认为这是“消极共享”的行为，不利于网络公平性。
- 作为GNU GPL软件的修改衍生版本却未开源，或作出了其他违反GPL协议的行为。违反GPL的软件称GPL-Breaker。
- 作为eMule Mods却没有自己的ModString，称Ghost Mod，有可能会被官方eMule屏蔽。[5]

## 后果
eDonkey网络上大多数客户端拥有排队机制。这种机制可以保证，分享给某客户端的资源数据更多者，就能从某客户端那里获得更优先的下载权。这也保持了eDonkey网络资源的长期有效性。吸血驴在下载过程中或结束后不给其他人提供上传或上传较少，或做出其他一些不良行为，因而被认为破坏了这种排队机制，是潜在的对P2P网络资源共享道德与精神的摒弃，损害了P2P网络的秩序与其他P2P用户的利益，并可能将导致P2P网络效率下降，甚至崩溃。

## 处理
eMule官方、eMule Mods和其他的一些eD2k软件都或多或少地有对某些吸血驴有处理办法，比如对侵略性客户端的自我保护机制等。而专门的侦测方式则有IPFilter（IP过滤）、Xtreme等多个Mods的DLP、MorphXT的反吸血功能、MagicAngel的Argos、客户端分析系统（Client Analyzer）等。

### eMule官方
官方eMule有IP地址过滤（IPFilter）、垃圾信息和攻击型客户端侦测过滤功能。另外也有一些内置的侦测功能。但并没有非常精确或者可及时更新的对吸血驴的侦测方式。
eMule官方对于其Mod有要求，以下三条是不被官方允许的：
- 手动或者无提示的影响上传/下载；
- 伪装自己以欺骗其他用户或者伪装为“良好行为”；
- 增加服务器的负担或者过于频繁地向服务器发送信息，破坏干扰服务器运作。

由此可见，eMule官方明确反对攻击性客户端和有伪装行为的客户端。同时，也禁止允许用户手动屏蔽其他客户端的Mod。但对于像DLP等根据指定列表进行侦测而非手动的反吸血屏蔽，eMule官方并未反对，也未表示支持。
其他要求还包括：必须提供当前版本文件的更新日志与下载地址；必须开源；eMule中注明“Mod不能修改”的代码部分不可修改。

### DLP
反吸血驴功能之中使用最广的是Xman于2005年为Xtreme Mod开发出的DLP（全称：Dynamic Leecher Protection，中文：动态反吸血驴保护），用于辅助eMule检测并屏蔽吸血驴，从Xtreme4.5版开始使用，Xtreme的DLP库也被认为是官方DLP库，至今一直在更新。目前支持DLP且默认使用官方DLP库的有Xtreme、MagicAngel、ScarAngel、Mephisto、X-Ray、StulleMule、NeoMule（非完全）、CN、Dreamule等Mod。VeryCD公司的VeryCD Mod和EasyMule支持DLP但默认使用了自己的DLP库，放行了被很多用户认为是吸血驴的迅雷，却多次错误地屏蔽了Xtreme等Mod，因而VeryCD的做法招来了许多争议。

## 其他
BitTorrent协议方面，由于迅雷有“插队”、“高速下载”模式、计划关机等可能非公平的功能，对BitTorrent协议也可以设置限时分享，有不少用户怀疑迅雷不會上傳回饋或者極少回饋於BitTorrent协议软件。因而迅雷被BitComet等软件的一些用户所屏蔽。而BitComet的“长效种子”等特性也被视为有变相吸血之嫌。前段时间迅雷的新版本“迷你迅雷”可以吸血，并且官方并没有发现这个新吸血驴，但现在已经有新的MOD指明迷你迅雷是一个吸血驴。
WinMX方面，日本網友寫了一個名為「MX Monitor」的程序，來自動與其他網友交換文件、禁封不發文件者等。
其他像Gnutella2网络上也存在有吸血的现象和对抗措施。